# Frostfisk
Frostfisk (Microgadus tomcod) är en torskfisk som finns i nordvästra Atlanten.

## Utseende
Frostfisken är en mindre torskfisk med tre ryggfenor och två analfenor samt en underkäke, försedd med en mindre skäggtöm, som är kortare än överkäken. Ovansidan är olivbrun till grön eller gulaktig med mörkare, spräckligt mönster på sidorna och ljusare mot buken. Den kan bli upp till 38 cm lång.

## Vanor
Arten är en bottenfisk som lever på grunt vatten (grundare än 70 m). Den kan gå upp i bräckt vatten och även förekomma i rent sötvatten. Arten migrerar till djupare, kallare vatten under våren, och återvänder till kustnära vatten på höst och vinter för att leka. Födan består främst av mindre kräftdjur som räkor och märlkräftor. men den tar även maskar, små blötdjur, bläckfiskar och fiskyngel.

### Fortplantning
Leken äger rum i kustnära, grunda vatten som flodmynningar och flodernas tidvattensområden under november till februari. Äggen kläcks efter 24 till 30 dagar, beroende på vattentemperatur. De är mycket toleranta med avseende på salthalt, och kan utvecklas både i påtagligt salt saltvatten och rent sötvatten.

## Kommersiellt utnyttjande
Frostfisken är populär både som matfisk och sportfisk, men fångsterna har minskat och det kommersiella fisket är inte betydande. Den fiskas framför allt i Kanada med nät och fällor.

## Utbredning
Utbredningsområdet omfattar västra Atlanten från Labrador i Kanada till Virginia i USA.